# Temps dels somnis

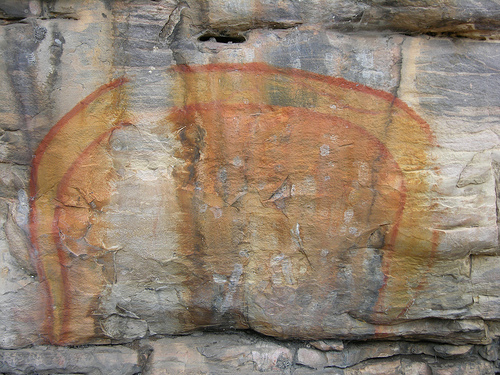
La mítica pitó arc de sant martí dibuixada pels aborígens en una roca. Se li ha identificat amb la pitó catifa Morelia spilota o amb l'extinta Wonambi naracoortensis

En la mitologia aborigen, el temps dels somnis (o Mon del Somni) (en anglès Dreamtime, the Dreaming, the Law, és un període anterior a la creació en què el món estava buit i erm i els avantpassats que li havien de donar la forma encara dormien. Té un component filosòfic sobre el concepte de la vida que en fa difícil la seva explicació.

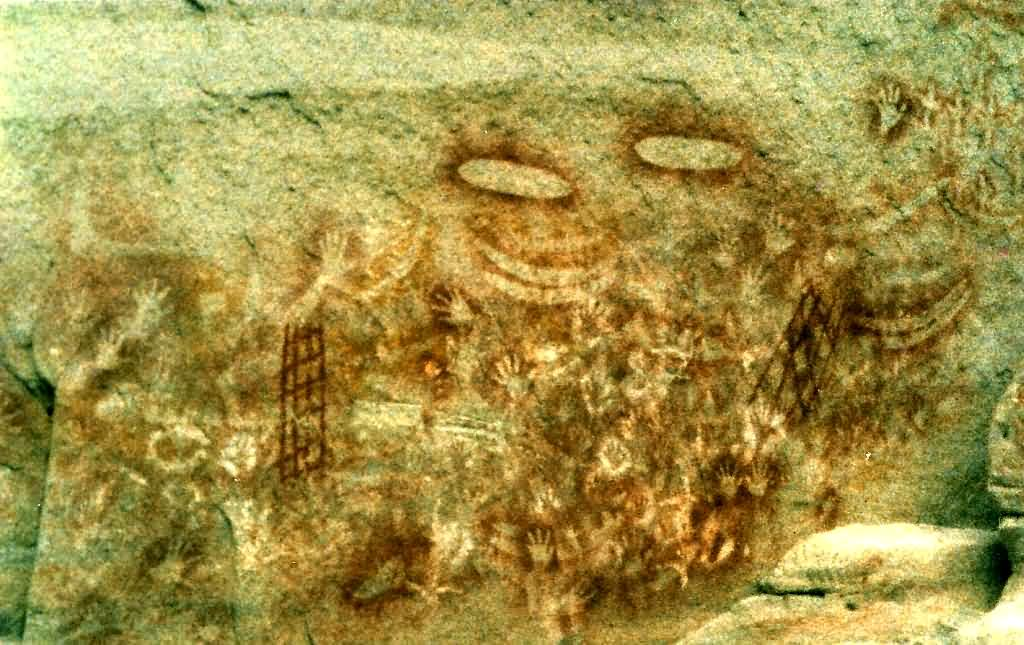
Roca pintada a Carnarvon Gorge

En les diverses llengües australianes es refereix al Temps dels Somnis amb paraules diverses, per exemple:
- jukurrpa en llengua ngarrkic;
- tjukurpa en el grup dels dialectes del desert occidental;
- altyerre en la família aràndica.

Fred Alan Wolf comença el capítol nou de The Dreaming Universe (1994) titulat The Dreamtime amb una cita de The Last Wave, un film per Peter Weir:
| « | Els Aborígens creuen en dues formes del temps; dos corrents paral·lels d'activitat. Una és l'activitat diària objectiva, l'altra és un cicle infinit espiritual cridat el "temps de somni", més real que la realitat mateixa. El que sigui que passada en el temps de somni estableix els valors, símbols, i les lleis de la societat aborigen. Es creia que algunes gents de poders espirituals inusuals tenien contacte amb el temps de somni. | » |

## Temps de Somni i El Somiar
"El somiar" és també usat sovint per referir-se al conjunt de creences o espiritualitat d'un individu o d'un grup. Per exemple, un indígena australià podria dir que ells tenen "Somiar de cangur", o "Somiar de tauró", o "Somiar de formiga de mel", o qualsevol combinació de somiar pertinent al seu "país". No obstant això, molts indígenes australians també es refereixen al temps de creació com "El somiar". El temps de somni exposa els patrons de vida per a la gent aborigen. "El somiar" va ser el temps de creació.
Els contes de somni varien a través d'Austràlia, i hi ha diferents versions sobre el mateix tema. Per exemple, el conte de com les aus van obtenir els seus colors és diferent a Nova Gal·les del Sud i a Austràlia Occidental. Els contes cobreixen molts temes i tòpics, ja que hi ha contes o històries sobre la creació o de llocs sagrats, terra, gent, animals i plantes, lleis i costums. És una xarxa complexa de coneixement, fe i pràctiques que deriven d'històries de creació, i que permean i informen tots els aspectes físics i espirituals de la vida d'un aborigen australià.
Ells creuen que cada persona existeix d'una manera essencial eternament en el Somiar. Aquesta part eterna va existir abans que la vida de l'individu comenci, i continua existint quan la vida de l'individu acaba. Tant abans com després de la vida es creu que aquests esperits infantils existeixen en el Somiar i solament és iniciat a la vida en ser nascut a través d'una mare. L'esperit de l'infant s'entén culturalment que entra al fetus en desenvolupament durant el cinquè mes d'embaràs. Quan la mare sent que el nen es mou per primera vegada en el seu ventre es pensava que això era el treball de l'esperit de la terra en la qual la mare es trobava en aquest moment. Al naixement, el nen és considerat ser un guardià especial d'aquesta part del país i diu de les històries i línies de cançó d'aquest lloc. Com indica Wolf (1994: p.14): "Un "tipus" ("fella" en anglès) negre pot considerar el seu totem o el lloc d'on va venir el seu esperit com el seu Somiar. El també pot considerar la seva llei tribal com la seva Somiar".
Una de les creences era que abans que les plantes, animals i humans van ser creats, ells eren ànimes que sabien que adquiririen qualitats físiques, però no sabien quan. Ells llavors sabrien quan el temps fos el propici, i llavors dirien tots d'un en un "nosaltres farem tan bé com sigui possible per tractar d'ajudar a aquell que cuida de tots nosaltres". Després tots ells es van convertir en animals i en les plantes. Després l'última ànima es va convertir en la humana. Est és el perquè els aborigen respecten el medi ambient i volen estar amb la Naturalesa perquè aquesta és la seva amiga.
Els pobles indígenes australians tradicionals acullen tots els fenòmens i vida com a part d'un vast i complex sistema reticular d'interrelacions les petjades de les quals es poden seguir cap al passat fins als éssers espírituales ancestrals totémicos del Somiar. Aquesta estructura de relacions, que inclouen aliments tabús, va ser important per al manteniment de la biodiversitat biològica del medi ambient indígena i pot haver contribuït a la prevenció de la sobrecacería d'espècies en particular.

## El somiar, llei tribal i línies de cançons
El somiar estableix l'estructura de les regles de societat per al comportament social i les cerimònies realitzades per assegurar la continuïtat de la vida i la terra. El somiar governa les lleis de la comunitat, les tradicions culturals i com cal que es comporti la gent en les seves comunitats. La condició que estableix El Somiar s'aconsegueix quan la gent viu d'acord amb la llei, i viu la tradició: perpetuant les iniciacions i transmissions o llinatges del Somiar, cant de les cançons, relat dels contes, l'il·lustrat de les lletres de cançons i els Somnis.
Es creia que la creació era el treball d'herois culturals que en l'època creativa van viatjar a través d'una terra informi, creant els llocs sagrats dels aborígens i llocs significatius d'interès en els seus viatges. D'aquesta manera les línies de cançons anessin establertes, algunes de les quals podrien viatjar directe a través d'Austràlia, a través de punts com sis a deu grups de llenguatge diferents. Les cançons i danses d'una particular lletra de cançó van ser mantingudes vives i actuades en grans reunions organitzades en les estacions bones.